# BinckBank Tour 2018
Il Benelux Tour 2018, quattordicesima edizione della corsa e valida come ventinovesima prova dell'UCI World Tour 2018, categoria 2.UWT, si svolse in sette tappe dal 13 al 19 agosto 2018 su un percorso di 1122,4 km, con partenza da Heerenveen, nei Paesi Bassi, e arrivo a Geraardsbergen, in Belgio. La vittoria fu appannaggio dello sloveno Matej Mohorič, il quale completò il percorso in 25h13'01", alla media di 44,510 km/h, precedendo l'australiano Michael Matthews e il belga Tim Wellens.
Sul traguardo di Geraardsbergen 90 ciclisti, su 161 partiti da Heerenveen, portarono a termine la competizione.

## Tappe
| Tappa  | Data      | Percorso                                           | km      | Vincitore di tappa  | Leader cl. generale |
| ------ | --------- | -------------------------------------------------- | ------- | ------------------- | ------------------- |
| 1ª     | 13 agosto | Heerenveen (NLD) > Bolsward (NLD)                  | 177,3   | Fabio Jakobsen      | Fabio Jakobsen      |
| 2ª     | 14 agosto | Venray (NLD) > Venray (NLD) (cron. individuale)    | 12,7    | Stefan Küng         | Stefan Küng         |
| 3ª     | 15 agosto | Aalter (BEL) > Anversa (BEL)                       | 166     | Taco van der Hoorn  | Matej Mohorič       |
| 4ª     | 16 agosto | Blankenberge (BEL) > Ardooie (BEL)                 | 165,5   | Jasper Stuyven      | Matej Mohorič       |
| 5ª     | 17 agosto | Sint-Pieters-Leeuw (BEL) > Lanaken (BEL)           | 209,2   | Magnus Cort Nielsen | Matej Mohorič       |
| 6ª     | 18 agosto | Riemst (BEL) > Sittard-Geleen (NLD)                | 182,2   | Gregor Mühlberger   | Matej Mohorič       |
| 7ª     | 19 agosto | Lacs de l'Eau d'Heure (BEL) > Geraardsbergen (BEL) | 209,5   | Michael Matthews    | Matej Mohorič       |
| Totale | Totale    | Totale                                             | 1 122,4 |                     |                     |

## Squadre e corridori partecipanti
| N.      | Cod. | Squadra             |
| ------- | ---- | ------------------- |
| 1-7     | SUN  | Team Sunweb         |
| 11-17   | QST  | Quick-Step Floors   |
| 21-27   | MTS  | Mitchelton-Scott    |
| 31-37   | SKY  | Team Sky            |
| 41-47   | BOH  | Bora-Hansgrohe      |
| 51-57   | BMC  | BMC Racing Team     |
| 61-67   | MOV  | Movistar Team       |
| 71-77   | AST  | Astana Pro Team     |
| 81-87   | TBM  | Bahrain-Merida      |
| 91-97   | ALM  | AG2R La Mondiale    |
| 101-107 | TLJ  | Team Lotto NL-Jumbo |
| 111-117 | LTS  | Lotto Soudal        |

| N.      | Cod. | Squadra                        |
| ------- | ---- | ------------------------------ |
| 121-127 | UAD  | UAE Team Emirates              |
| 131-137 | EFD  | Team EF Education First-Drapac |
| 141-147 | TFS  | Trek-Segafredo                 |
| 151-157 | GFC  | Groupama-FDJ                   |
| 161-167 | TKA  | Team Katusha Alpecin           |
| 171-177 | DDD  | Team Dimension Data            |
| 181-187 | SVB  | Sport Vlaanderen-Baloise       |
| 191-197 | RNL  | Roompot-Nederlandse Loterij    |
| 201-207 | WGG  | Wanty-Groupe Gobert            |
| 211-217 | WVA  | WB Aqua Protect Veranclassic   |
| 221-227 | VWC  | Veranda's Willems-Crelan       |

## Dettagli delle tappe

### 1ª tappa
- 13 agosto: Heerenveen (NLD) > Bolsward (NLD) – 177,3 km

Risultati
| Pos. | Corridore      | Squadra    | Tempo    |
| ---- | -------------- | ---------- | -------- |
| 1    | Fabio Jakobsen | Quick-Step | 4h01'00" |
| 2    | Marcel Kittel  | Katusha    | s.t.     |
| 3    | Caleb Ewan     | Mitchelton | s.t.     |

| Pos. | Corridore      | Squadra    | Tempo    |
| ---- | -------------- | ---------- | -------- |
| 1    | Fabio Jakobsen | Quick-Step | 4h00'50" |
| 2    | Marcel Kittel  | Katusha    | a 4"     |
| 3    | Elmar Reinders | Roompot    | a 5"     |

### 2ª tappa
- 14 agosto: Venray (NLD) > Venray (NLD) – Cronometro individuale – 12,7 km

Risultati
| Pos. | Corridore          | Squadra | Tempo  |
| ---- | ------------------ | ------- | ------ |
| 1    | Stefan Küng        | BMC     | 14'11" |
| 2    | Victor Campenaerts | Lotto   | a 14"  |
| 3    | Søren K. Andersen  | Sunweb  | a 15"  |

| Pos. | Corridore          | Squadra | Tempo    |
| ---- | ------------------ | ------- | -------- |
| 1    | Stefan Küng        | BMC     | 4h15'11" |
| 2    | Victor Campenaerts | Lotto   | a 14"    |
| 3    | Søren K. Andersen  | Sunweb  | a 15"    |

### 3ª tappa
- 15 agosto: Aalter (BEL) > Anversa (BEL) – 166 km

Risultati
| Pos. | Corridore          | Squadra   | Tempo    |
| ---- | ------------------ | --------- | -------- |
| 1    | Taco van der Hoorn | Roompot   | 3h47'42" |
| 2    | Maxime Vantomme    | WB Veran. | a 3"     |
| 3    | Sean De Bie        | Veranda's | s.t.     |

| Pos. | Corridore     | Squadra      | Tempo    |
| ---- | ------------- | ------------ | -------- |
| 1    | Matej Mohorič | Bahrain-Mer. | 8h03'45" |
| 2    | Sean De Bie   | Veranda's    | a 1"     |
| 3    | Stefan Küng   | BMC          | a 19"    |

### 4ª tappa
- 16 agosto: Blankenberge (BEL) > Ardooie (BEL) – 165,5 km

Risultati
| Pos. | Corridore      | Squadra    | Tempo    |
| ---- | -------------- | ---------- | -------- |
| 1    | Jasper Stuyven | Trek       | 3h44'46" |
| 2    | Caleb Ewan     | Mitchelton | s.t.     |
| 3    | Zdeněk Štybar  | Quick-Step | s.t.     |

| Pos. | Corridore     | Squadra      | Tempo     |
| ---- | ------------- | ------------ | --------- |
| 1    | Matej Mohorič | Bahrain-Mer. | 11h48'28" |
| 2    | Sean De Bie   | Veranda's    | a 3"      |
| 3    | Stefan Küng   | BMC          | a 22"     |

### 5ª tappa
- 17 agosto: Sint-Pieters-Leeuw (BEL) > Lanaken (BEL) – 209,2 km

Risultati
| Pos. | Corridore           | Squadra     | Tempo    |
| ---- | ------------------- | ----------- | -------- |
| 1    | Magnus Cort Nielsen | Astana      | 4h39'50" |
| 2    | Julius van den Berg | Educ. First | s.t.     |
| 3    | Alexis Gougeard     | AG2R        | s.t.     |

| Pos. | Corridore     | Squadra      | Tempo     |
| ---- | ------------- | ------------ | --------- |
| 1    | Matej Mohorič | Bahrain-Mer. | 16h28'51" |
| 2    | Sean De Bie   | Veranda's    | a 3"      |
| 3    | Stefan Küng   | BMC          | a 22"     |

### 6ª tappa
- 18 agosto: Riemst (BEL) > Sittard-Geleen (NLD) – 182,2 km

Risultati
| Pos. | Corridore         | Squadra    | Tempo    |
| ---- | ----------------- | ---------- | -------- |
| 1    | Gregor Mühlberger | Bora       | 4h05'10" |
| 2    | Tim Wellens       | Lotto      | a 3"     |
| 3    | Zdeněk Štybar     | Quick-Step | s.t.     |

| Pos. | Corridore          | Squadra      | Tempo     |
| ---- | ------------------ | ------------ | --------- |
| 1    | Matej Mohorič      | Bahrain-Mer. | 20h34'12" |
| 2    | Michael Matthews   | Sunweb       | a 30"     |
| 3    | Taco van der Hoorn | Roompot      | a 32"     |

### 7ª tappa
- 19 agosto: Lacs de l'Eau d'Heure (BEL) > Geraardsbergen (BEL) – 209,5 km

Risultati
| Pos. | Corridore         | Squadra    | Tempo    |
| ---- | ----------------- | ---------- | -------- |
| 1    | Michael Matthews  | Sunweb     | 4h38'36" |
| 2    | Greg Van Avermaet | BMC        | a 1"     |
| 3    | Zdeněk Štybar     | Quick-Step | a 3"     |

| Pos. | Corridore        | Squadra      | Tempo     |
| ---- | ---------------- | ------------ | --------- |
| 1    | Matej Mohorič    | Bahrain-Mer. | 25h13'01" |
| 2    | Michael Matthews | Sunweb       | a 5"      |
| 3    | Tim Wellens      | Lotto        | a 20"     |

## Evoluzione delle classifiche
| Tappa              | Vincitore           | Classifica generale Maglia verde | Classifica a punti Maglia rossa | Classifica combattività Maglia nera | Classifica a squadre |
| ------------------ | ------------------- | -------------------------------- | ------------------------------- | ----------------------------------- | -------------------- |
| 1ª                 | Fabio Jakobsen      | Fabio Jakobsen                   | Fabio Jakobsen                  | Dries De Bondt                      | Quick-Step Floors    |
| 2ª                 | Stefan Küng         | Stefan Küng                      | Stefan Küng                     | Dries De Bondt                      | BMC Racing Team      |
| 3ª                 | Taco van der Hoorn  | Matej Mohorič                    | Fabio Jakobsen                  | Taco van der Hoorn                  | BMC Racing Team      |
| 4ª                 | Jasper Stuyven      | Matej Mohorič                    | Caleb Ewan                      | Elmar Reinders                      | BMC Racing Team      |
| 5ª                 | Magnus Cort Nielsen | Matej Mohorič                    | Caleb Ewan                      | Dries De Bondt                      | BMC Racing Team      |
| 6ª                 | Gregor Mühlberger   | Matej Mohorič                    | Caleb Ewan                      | Elmar Reinders                      | Quick-Step Floors    |
| 7ª                 | Michael Matthews    | Matej Mohorič                    | Zdeněk Štybar                   | Elmar Reinders                      | Quick-Step Floors    |
| Classifiche finali | Classifiche finali  | Matej Mohorič                    | Zdeněk Štybar                   | Elmar Reinders                      | Quick-Step Floors    |

## Classifiche finali

### Classifica generale - Maglia verde
| Pos. | Corridore         | Squadra    | Tempo     |
| ---- | ----------------- | ---------- | --------- |
| 1    | Matej Mohorič     | Bahrain    | 25h13'01" |
| 2    | Michael Matthews  | Sunweb     | a 5"      |
| 3    | Tim Wellens       | Lotto      | a 20"     |
| 4    | Max. Schachmann   | Quick-Step | a 25"     |
| 5    | Dylan van Baarle  | Sky        | a 34"     |
| 6    | Greg Van Avermaet | BMC        | a 37"     |
| 7    | S. Kragh Andersen | Sunweb     | a 39"     |
| 8    | Gregor Mühlberger | Bora       | a 43"     |
| 9    | Niki Terpstra     | Quick-Step | s.t.      |
| 10   | Jasper Stuyven    | Trek       | a 50"     |

### Classifica a punti - Maglia rossa
| Pos. | Corridore        | Squadra    | Punti |
| ---- | ---------------- | ---------- | ----- |
| 1    | Zdeněk Štybar    | Quick-Step | 66    |
| 2    | Caleb Ewan       | Mitchelton | 64    |
| 3    | Max. Schachmann  | Quick-Step | 51    |
| 4    | Michael Matthews | Sunweb     | 49    |
| 5    | Jasper Stuyven   | Trek       | 41    |

### Classifica combattività - Maglia nera
| Pos. | Corridore           | Squadra   | Punti |
| ---- | ------------------- | --------- | ----- |
| 1    | Elmar Reinders      | Roompot   | 58    |
| 2    | Thomas Sprengers    | Sport Vl. | 34    |
| 3    | Jonas Rickaert      | Sport Vl. | 29    |
| 4    | Taco van der Hoorn  | Roompot   | 24    |
| 5    | Magnus Cort Nielsen | Astana    | 22    |

### Classifica a squadre
| Pos. | Squadra             | Tempo     |
| ---- | ------------------- | --------- |
| 1    | Quick-Step Floors   | 75h40'38" |
| 2    | Team Lotto NL-Jumbo | a 3'13"   |
| 3    | Wanty-Groupe Gobert | a 3'46"   |
| 4    | Bora-Hansgrohe      | a 3'54"   |
| 5    | Team Sunweb         | a 5'44"   |